# والمرود
والمرود (به آلمانی: Wallmerod) یک شهر در آلمان است که در وستروالدکرایس واقع شده‌است. والمرود ۱٬۳۱۴ نفر جمعیت دارد.